# 不退院
不退院（ふたいいん）は、愛知県西尾市にある浄土宗西山深草派の寺院。山号は授法山。授法山上衍寺（じゅほうざんじょうえんじ）不退院とも称する。

## 歴史

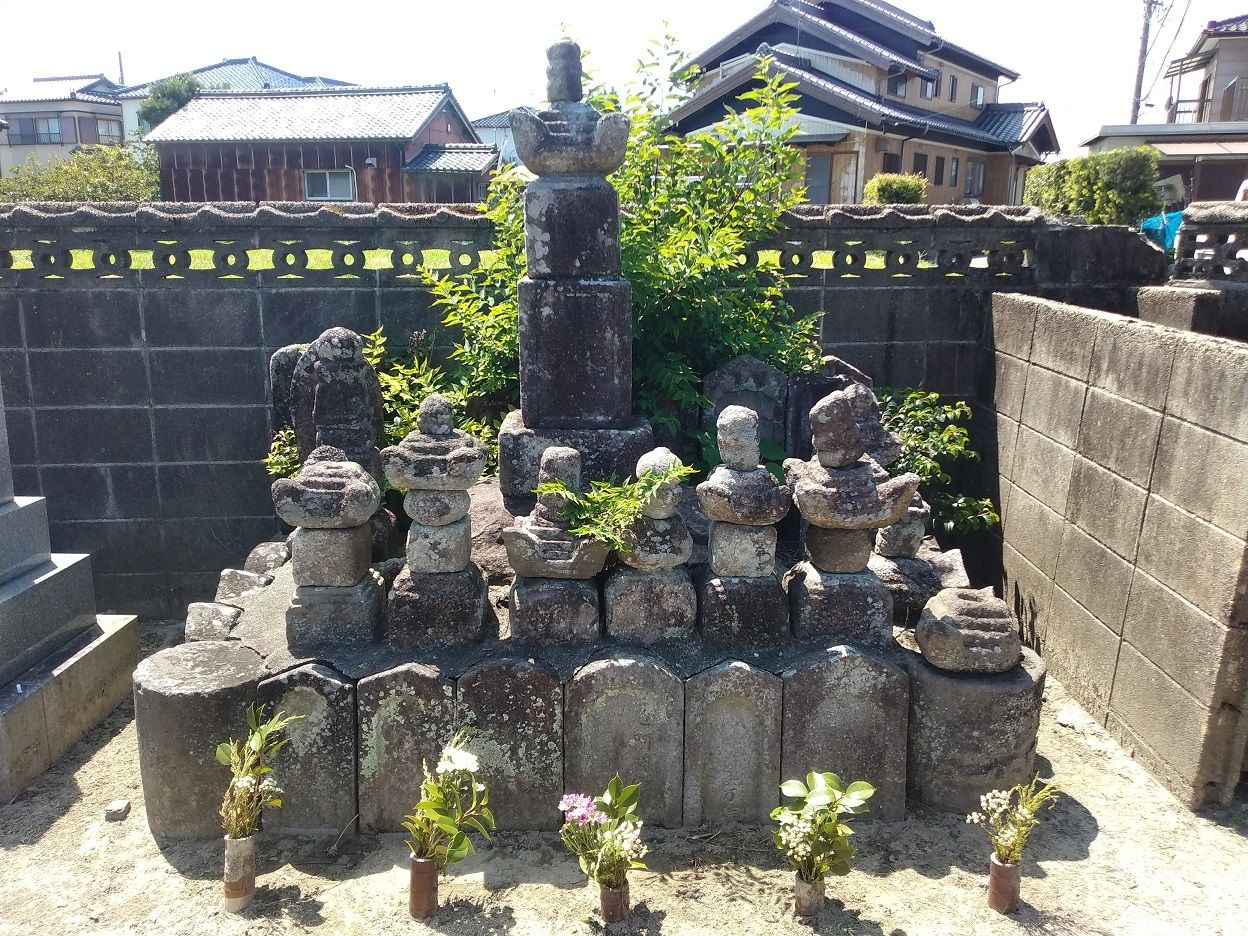
荒川義広・市場姫・鳥居忠吉らの墓を含むとされる墓石群。

応永8年（1401年）悦山暢喜上人を開山として、徳永城主・徳永小七郎義雄が一宇を草創したのが始まりである。悦山暢喜上人は応永初期に当国遊化の折、法蔵寺・龍芸（りゅうげい）上人の化導を受け弟子となった高僧である。応永18年（1411年）4月23日に義雄は入没し、当寺に葬られた。その後、不退院のある道目記では、15世紀後半から16世紀後半にかけて道目記の戦いが数度あった。道目記は地形的に豊かな米の産地で、地権争いが度々起きた。この戦いで戦死をした武将 の墓が大将塚 として祭られていた。またその戦いで戦死をした無名戦士の墓も不退院の墓所から少し離れたところに葬られている。その後、徳川家管轄の寺領となり、争いは無くなった。その功績を称えるために、不退院の屋敷から少し離れた場所に権現さんが祭られ、崇め尊ばれた。徳川家の影響が大になり、不退院の住職は、その後数代徳川の家臣の家柄の者が継ぐことになる。正親町天皇の元亀3年（1572年）当山6世本翁意伯（鳥居忠吉の子）が勅願によって参内して曼荼羅を講筵し「上衍寺」の勅額を賜った。
永禄10年（1567年）9月29日に入没した荒川城（八ツ面城）主荒川義広、及び文禄2年（1593年）5月2日に入没したその妻・市場姫（徳川家康の異母妹）の墓も当寺にある。当山7世頓翁意傅の代、慶長7年（1602年）徳川家康より寺領13石5斗の寄進を受け、御朱印寺として寺紋に三つ葉葵の紋を授かった。

## 所在地
愛知県西尾市上道目記町中屋敷11番地

## 交通手段
- 名鉄西尾線の西尾駅から一色方面へ約4キロ。
- 名鉄西尾線の福地駅から徒歩で約20分。